# Anfangsunterricht
Dem Anfangsunterricht kommt seit Bestehen der Grundschule eine spezifische Stellung und eine besondere Aufgabe innerhalb des Primarstufenunterrichts zu.
Als Zeitspanne ist der Anfangsunterricht nicht klar bestimmt. Frank Hellmich bezieht die ersten beiden Schuljahre ein,  Denzel  setzt ihn mit dem ersten Schuljahr gleich, Hartmut Hacker, Knörzer und Grass grenzen Anfangsunterricht auf die ersten Wochen nach der Einschulung ein.

## Bedeutung für den Schüler
Der Anfangsunterricht prägt die Einstellung gegenüber Schule und schulischem Lernen nachhaltig und kann den weiteren Schulerfolg beeinflussen. Kinder im Anfangsunterricht erleben die Schule sowohl als neue Sozialsituation und als neuen Lernort.

## Aufgaben
Der Anfangsunterricht hat die Aufgabe, in grundlegende Lern- und Arbeitsweisen einzuführen und bei den Schülern eine positive Arbeitshaltung und Leistungsbereitschaft zu entwickeln. Besondere Herausforderungen für Lehrkräfte können dabei sprachlichen Probleme von Kindern mit Migrationshintergrund, Lernschwierigkeiten von Kindern mit sonderpädagogischen Förderbedarf und Schwierigkeiten beim Kompetenzerwerb bei Kindern mit auffälligem Verhalten sein.
Wegen der  Heterogenität der Schulanfänger  hat der Anfangsunterricht unterschiedliche Aufgaben zu erfüllen:
- Stärkung der Ich-Kompetenz
- die Entwicklung der sozial-emotionalen Kompetenz
- die Förderung der kommunikativen Kompetenz
- die Stärkung der Planungs- und Handlungskompetenz
- der Aufbau von Sachkompetenz

## Pädagogisches Handeln
Für die unterschiedlichen Lernbereiche des Anfangsunterrichts sind mehrere unterschiedliche  Konzepte entwickelt worden, die in engem Zusammenhang mit dem offenen Unterricht stehen. Das können  Tages- und Wochenplanarbeit sein oder Freiarbeit, Werkstattunterricht, Stationenlernen und Projektarbeit. Für eine Gestaltung individuell anschlussfähiger, einer den Schüler zum Lernen anregenden Umgebung, ist ein Beobachten, Deuten und Dokumentieren von Denk- und Handlungsweisen der Schüler notwendig.

## Leistungsbeurteilung
Lernleistung im Anfangsunterricht bezieht sich sowohl auf das Lernergebnis als auch auf den Lernprozess des einzelnen Schülers. Die Leistungsbeurteilung in Form einer verbalen Beurteilung zielt dabei auf eine Diagnose,  Lernberatung und Lernförderung ab. Sie orientiert sich, an der  sachlichen und  vor allem an der individuellen Bezugsnorm und dient insbesondere als Rückmeldung für das Kind in seinem Lernprozess. Weitere Formen der Leistungsbewertung im Anfangsunterricht sind die Ziffernbewertung  und der Entwicklungsbericht.

## Modelle des Anfangsunterrichts
Frühere Modelle bezogen sich auf den Elementarunterricht.
Seit den 1990er Jahren werden immer wieder neue Modelle für den  Anfangsunterricht entworfen. Ziele dabei sind eine Chancengleichheit hinsichtlich der Eingangsvoraussetzungen von Schulanfängern zu gewähren und zu verhindern, dass Kinder vom Schulbesuch für ein Jahr zurückgestellt werden. In den vergangenen Jahren sind in 15 Bundesländern im Rahmen von Modellversuchen unterschiedliche Modelle einer integrativen Schuleingangsstufe erprobt worden. Angestrebt wird dabei auf unterschiedlichem Wege, dass  Schülern je nach Lern- und Leistungsentwicklung verschieden lange im  ersten und zweiten Schuljahr verbleiben können. Die Mehrheit der Kinder besucht die Schuleingangsstufe für zwei Jahre. Besonders leistungsstarke Kindern können die Eingangsstufe in nur einem Jahr  absolvieren, leistungsschwächere Schüler können drei Jahre in der Eingangsstufe verweilen.